# Belorečenskij
Belorečenskij (in russo Белореченский?) è un insediamento di tipo urbano della Russia, situato nell'Oblast' di Irkutsk.